# Mangaratiba
Mangaratiba est une ville brésilienne située dans l'ouest de l'État de Rio de Janeiro. La municipalité s'étend sur 356 km2. Elle est située à 85 km  de la capitale de l'État. En 2020, sa population était estimée à 45 220 habitants selon les données de l'Institut brésilien de géographie et de statistiques (IBGE).

## Histoire
Jusqu'au XVIe siècle, les terres qui composent la ville étaient habitées par les Tamoios (également appelés Tupinambas). L'occupation portugaise des terres a commencé lors de ce siècle, à l'occasion de l'établissement du régime des capitaineries. Ces terres appartenaient alors à la capitainerie de Rio de Janeiro, mais le bénéficiaire de celle-ci, l'explorateur Martim Afonso de Sousa, ne s'intéressait guère à leur occupation.
Mangaratiba est devenu une freguesia le 16 janvier 1764. La municipalité a seulement obtenu son indépendance administrative le 11 novembre 1831, quand elle a été élevée à la catégorie de village, sous le nom de Nossa Senhora da Guia de Mangaratiba. Jusqu'à cette date, Mangaratiba appartenait à la municipalité d'Itaguaí, à laquelle elle était subordonnée depuis le 5 juin 1818, date de la création de la municipalité. Auparavant, Mangaratiba était liée à la municipalité d'Angra dos Reis. Avec le développement de l'économie du café, principalement dans la région de la Vallée du Paraíba, Mangaratiba a gagné en croissance remplissant son rôle de débouché pour la production de café. Une autre activité importante, qui a permis l'enrichissement de la région, était la traite des esclaves.

## Géographie
Mangaratiba se situe par une latitude de 22° 57′ 35″ sud et par une longitude de 44° 02′ 26″ ouest à une altitude de 18 m dans la région de la Costa Verde. Elle est à 85 km de la capitale de l'état. Elle est limitée à l'est par la municipalité d'Itaguaí, à l'ouest par la municipalité d'Angra dos Reis et au nord par celle de Rio Claro. Enfin, elle est baignée au sud par la baie de Sepetiba. Le territoire municipal s'étend sur 353 408 km2 et le point culminant de la ville est le Pico das Três Orelhas, situé à 1 035 m d'altitude.

## Démographie
En 2010, la population de la municipalité, selon l'Institut brésilien de géographie et de statistiques (IBGE), était de 36 456 habitants, ce qui la classait en 44e position au niveau de l'État de Rio de Janeiro. Selon le recensement de 2010, 17 962 habitants étaient des hommes et 18 494 des femmes. Toujours selon le même recensement, 32 120 habitants vivaient en zone urbaine (88,11 %) et 4 336 en zone rurale (11,89 %). La densité de population, qui est une division entre la population et sa superficie, était de 103,25 habitants au km2.
En 2020, la population était estimée à 45 220 habitants.

## Économie
Le produit intérieur brut (PIB) de Mangaratiba est le plus petit de sa microrégion et le 32e de l'État de Rio de Janeiro. Selon les données de l'Institut brésilien de géographie et de statistiques pour 2008, le produit intérieur brut de la municipalité était de 453 431 000 reais.
Le secteur tertiaire est le plus important dans l'économie de Mangaratiba. Sur le produit intérieur brut total de la ville, 745 406 milliers de reais correspondent à la valeur ajoutée brute de la prestation de services. Le secteur secondaire vient ensuite en deuxième position. 42 839 milliers de reais du produit intérieur brut municipal proviennent de la valeur ajoutée brute de l'industrie.
Dans la municipalité, la production de bananes, de canne à sucre, de haricots (Phaseolus vulgaris), de manioc (Manihot esculenta) et de maïs (Zea mays) se démarque, en plus de la production de chèvres (Capra hircus), poulets, mulets, moutons (Ovis aries) et porcs (Sus domesticus).
Selon l'IBGE, en 2010, la municipalité avait un troupeau de 5 310 bovinés, 151 équidés, 489 porcs, 96 chèvres, 8 ânes (Equus asinus), 145 mulets, 53 bubalus, 96 moutons et 1 652 poules (Gallus gallus domesticus), coqs, poulets et poussins d'un jour. La même année, Itaguaí a produit 572 000 l de lait, 6 000 douzaines d'œufs de poule et 300 kg de miel.
Actuellement, l'économie de Mangaratiba est soutenue par la construction, l'exportation de minerais et les activités liées au tourisme.

## Maires
| Période | Période | Identité                        | Étiquette | Qualité |
| ------- | ------- | ------------------------------- | --------- | ------- |
| 2005    | 2010    | Aarão de Moura Brito Neto       | PMDB      |         |
| 2010    | 2011    | Edison Ramos                    | PMDB      |         |
| 2011    | 2015    | Evandro Bertino Jorge           | PSD       |         |
| 2015    | 2016    | Ruy Tavares Quintanilha         |           |         |
| 2016    | 2018    | Aarão de Moura Brito Neto       | PMDB      |         |
| 2018    | 2018    | Vitor Tenório Santos            |           |         |
| 2018    | 2018    | Carlos Alberto Ferreira Graçano | PODE      |         |
| 2018    | 2022    | Alan Campos da Costa            | PP        |         |

## Mangaratiba dans la culture populaire
La ville était le décor et l'inspiration d'un film brésilien de 1930 intitulé Limite, de Mário Peixoto, avec des photographies et des tournages d'Edgar Brasil, considéré comme la première et la seule référence des films expérimentaux brésiliens de cinéma muet. Mangaratiba a également était le décor principal du film nord-américain de 2010 Expendables : Unité spéciale.

## Signification du nom
« Mangaratiba » est un terme issu de l'ancienne langue du tupi : il signifie « rassemblement de mangarás », à travers la jonction de mangará (mangará, terme d'origine Tupi qui désigne les plantes de la famille des Araceae) et tyba (cueillette).